# Zoo (pel·lícula de 2007)
Zoo és una pel·lícula documental estatunidenca del 2007 basada en la vida i la mort de Kenneth Pinyan. Aquest home estatunidenc va morir de peritonitis a causa de la perforació del còlon després de tenir sexe anal receptiu amb un cavall. La pel·lícula combina testimonis d'àudio de persones implicades en el cas o que estaven familiaritzades amb Pinyan, "amb representacions especulatives que presenten una barreja d'actors i temes reals".
El títol de la pel·lícula fa referència al terme subcultural per a un zoòfil, una persona amb un interès sexual pels animals. Els cineastes de Zoo pretenien abordar el tema de la pel·lícula des d'una perspectiva no sensacionalista i renunciar a detalls més escandalosos, centrant-se en canvi a humanitzar les persones implicades.
La pel·lícula es va estrenar al Festival de Cinema de Sundance el gener de 2007, un dels 16 documentals acceptats de 857 candidats. Després de Sundance, va ser seleccionada com una de les cinc pel·lícules estatunidencs que es presentaran a la barra lateral de la Quinzena de Cineastes del 60è Festival Internacional de Cinema de Canes.

## Sinopsi
El juliol de 2005, prop de la petita ciutat rural d'Enumclaw, Washington, Kenneth Pinyan també conegut com "Mr, Hands" va morir a causa de les ferides internes patides mentre intentava un acte sexual amb un cavall. La investigació policial de l'incident va portar al descobriment d'una xarxa de zoòfils que feien orgies d'animals en una granja local per mantenir relacions sexuals amb cavalls. A la granja, la policia va confiscar cintes de vídeo i DVD que mostraven diversos homes fent actes sexuals amb els sementals àrabs residents. Aleshores, l'estat de Washington no tenia lleis sobre la zoofília; en resposta al cas, el Senat de l'estat va votar ràpidament per criminalitzar la bestialitat el 2006. No es van presentar càrrecs de Crueltat cap als animalss contra els participants perquè no es van trobar proves de ferides als cavall. El videògraf de l'incident de Pinyan, James Michael Tait, va ser acusat de intrusió criminal.
Dos cineastes de Seattle, Robinson Devor i Charles Mudede, encuriosits pel tipus de persones implicades en el món subterrani de la zoofília, van entrevistar personatges propers al cas, inclosos altres membres de l'anell de zoòfils. Els tres zoòfils entrevistats pels cineastes s'identifiquen pels seus noms a la comunitat del zoo en línia: Coiote, H i Happy Horseman. Va ser l'home que organitzava les trobades del zoo. Només un zoòfil, Coiote, va acceptar aparèixer a les recreacions de la pel·lícula.
A l'entrevista també apareix Jenny Edwards, la fundadora d'una organització local de rescat d'animals que va ajudar a investigar el possible maltractament animal en el cas, i legisladors i agents de l'ordre local.

## Producció
Sobre el seu raonament per voler fer un documental sobre el cas Enumclaw, Robinson Devor i Charles Mudede van dir que quan la notícia va sortir per primera vegada l'any 2005, ràpidament es va convertir en una riota dels mitjans de comunicació. Va dir Mudede: "Semblava que hi havia dues respostes: repulsió o riure. La gent no volia tenir cap connexió o identificació amb aquests homes. Al principi, Rob i jo ens vam dir: "Resuscitarem la seva humanitat".
Mudede va assenyalar: "Va ser només després de la mort de Pinyan quan les forces de l'ordre van buscar una manera de castigar els seus associats, que la legalitat de la bestialitat a l'estat de Washington es va convertir en un problema […] L'oficina del fiscal volia acusar Tait de maltractament animal, però la policia no va trobar proves d'animals maltractats a les nombroses cintes de vídeo que van recollir a casa seva... els fiscals només van poder acusar Tait d'intrusió."
Mudede, periodista de The Stranger, havia escrit un article sobre l'incident i va ser contactat per un dels participants en el cas. Dels participants, anomenats "zoos", Mudede va dir que "hi havia una necessitat desesperada de parlar" i explicar la seva versió de la història. Coiote, l’únic zoo que apareix a la pel·lícula, va dir que va arribar a confiar en Devor per explicar la seva història, dient "Vaig sentir en el meu instint que no anava a fer una pel·lícula de tipus explotador". Quan la selecció de Zoo per al Festival de Cinema de Sundance 2007 es va anunciar el desembre de 2006, H, el granger que va ser l'amfitrió de les reunions d'homes, va contactar amb Devor i va consentir una entrevista d'àudio, que Devor va editar a la pel·lícula.
Devor va dir que el repte més gran de la pel·lícula va ser trobar llocs per rodar, ja que les granges de cavalls a la zona de Seattle no volien associar-se al documental. Devor va dir: "Els propietaris dirien coses com: "Tenim pícnics Microsoft aquí. Pensaran que va passar al meu graner". La producció va acabar rodant a Canadà.
La pel·lícula es va titular originalment In the Forest There Is Every Kind of Bird, però això es va canviar a Zoo en referència a zoofília.

## Recepció
Els jutges de Sundance van qualificar la pel·lícula com una "mirada humanitzadora de la vida i la estranya mort d'un pare de família de Seattle aparentment normal que posa el seu final prematur després d'una trobada inusual amb un cavall". La pel·lícula va ser recollida per a la seva distribució per THINKFilm, l'executiu del qual va dir: "La pel·lícula és més extrema pel seu formalisme que pel que fa al contingut gràfic."
The Seattle Times va anomenar la pel·lícula "A tough sell that gets respect at Sundance", assenyalant també l'efecte econòmic local de les pel·lícules de referència que posen una ubicació "al mapa". Rob Nelson d’OC Weekly ' va dir: "Zoo aconsegueix l'aparentment impossible: explica la història espantosa de la trobada sexual fatal d'un enginyer del Pacific Northwest Boeing amb un cavall d'una manera que és inquietant més que impactant i tendre més enllà de la raó." Dennis Lim de The New York Times va elogiar com la pel·lícula és capaç d'explicar la seva història "sense cap mena de brutícia ni prudència" que la va anomenar "una pel·lícula notablement, elegant i estranyament lírica", i Geoff Pevere del Toronto Star, qui va dir que la pel·lícula és "increïblement artística... una de les més bellament restringides, formalment distintives i misterioses pel·lícules de tot el festival". Anthony Kaufman d’IndieWire la va anomenar "una de les pel·lícules més boniques de l'any" i va assenyalar que " ense sensació", torna a un punt de vista "no tradicional", amb "Devor [fer] un cas persuasiu, provocador i profundament profund de tolerància i comprensió davant els actes aparentment més incomprensibles".
Altres crítics van criticar la pel·lícula per infringir "l'últim tabú", o per enfonsar-se a noves profunditats, amb Kathleen Parker de The Baltimore Sun escrivint: "Més convincent que les profunditats de la degeneració de l'home és la nostra racionalització cultural de l'"art", per la qual empènyer l’envelop es confon amb geni i esborrar l'últim tabú es veu com una expressió de sofisticació."
Al lloc web de l'agregador de ressenyes Rotten Tomatoes, la pel·lícula té un índex d'aprovació del 60%, basat en 50 ressenyes. El consens del lloc web diu: "Tot i que una mirada marginalment fascinant sobre un tema tabú, Zoo està encallat per la seva presentació massa artística".

## Premis i reconeixements
Zoo va ser un dels 16 documentals seleccionats, dels 856 presentats, per a la seva projecció al Festival de Cinema de Sundance, i es va projectar a nombrosos festivals regionals dels Estats Units després.
Va ser seleccionada com una de les cinc millors pel·lícules americanes que es presentaran a la barra lateral de la Quinzena de Cineastes al 60è Festival Internacional de Cinema de Canes. També va participar al XL Festival Internacional de Cinema Fantàstic de Catalunya, on va guanyar el Premi Noves Visions.

## Conseqüències
Charles Mudede va informar el 2015 que els zoòfils que apareixien a la pel·lícula s’havien mantingut en contacte amb el director; segons Mudede, creien que Devor era "un veritable aliat" per a la seva causa.